# Trocha klidu
Trocha klidu je česká pop-rocková hudební skupina pocházející ze Šumperka.

## Historie
Kapela vznikla v březnu 2014, kdy se dali dohromady Daniel Holý a Michal Juřička, s vizí psát české zpěvné písničky. Prvotní složení bylo žánrově zařaditelné k folku, ale od roku 2016, kapela hraje i s elektrickou kytarou, baskytarou a bicími a řadí se k pop-rocku.
V roce 2014 vydali podomácku nahrané CD s názvem Pořiť si.
V březnu 2015 vyhráli soutěž o předkapelu Chinaski v rámci Rockfield tour 2015. V tu dobu s nimi hrál i cajonista Jakub Mrkva.
Od září 2016 hrají v současné sestavě s bicími, elektrickou kytarou a baskytarou. Roku 2017 odjeli jarní turné s kapelami UDG a OVOCE. V létě si zahráli na kultovním festivalu České a Moravské hrady. V září vydali debutové EP Trocha k Vám, v čele se singlem k písni Zebra, k němuž byl na Islandu natočen videoklip.
V květnu 2023 si zahráli na Národním Skautském Jamboree

## Členové
- Daniel Holý – zpěv, kytara
- Michal Juřička – zpěv, kytara
- Matěj Korger – baskytarista
- Alois Pospíšil – bubeník
- Pavel Číž - bubeník

## Diskografie
Ee
- 2018
  - Šoumou

EP
- 2017 -Trocha k Vám
  - Cyklista
  - Chybíš mi
  - Zebra
  - Střílíš

### Dema
- 2014 - Pořiť si
  - Řetězová
  - Kulička Anička
  - Dokonalá
  - Křupiny
  - Kouzelník
  - Zebra
- 2015 - 2017
  - Ztracená
  - Mraky
  - Střílíš
  - Chybíš mi
  - Zírám
  - Cyklista
  - Internety, cigarety, hlavně tvoje rety
  - Čeho se bojíš
  - Varuju
  - Nechci se tě dotknout